# Adriaan van Wijngaarden

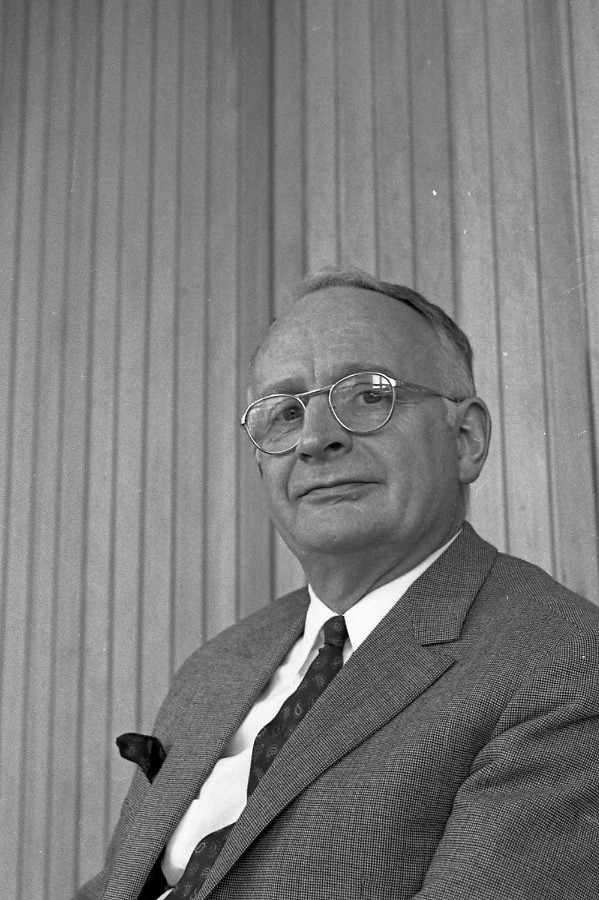
Adriaan van Wijngaarden

Adriaan „Aad“ van Wijngaarden (* 2. November 1916 in Rotterdam; † 7. Februar 1987 in Amstelveen) war ein niederländischer Informatiker. Er widmete sich besonders den mathematischen Aspekten der Computeranwendung, zunächst in der numerischen Analysis, später beim Entwurf von Programmiersprachen.

## Leben
Van Wijngaarden studierte Maschinenbau an der Technischen Universität Delft, wo er 1939 als Ingenieur abschloss. Er begann auf eine Promotion in Hydrodynamik hinzuarbeiten, ließ dann aber dieses Fachgebiet wieder fallen. Nach seiner Promotion in Delft bei Cornelis B. Biezeno mit der Schrift  Enige toepassingen van Fourierintegralen op elastische problemen (Einige Anwendungen von Fourier-Integralen auf elastische Probleme) ging er 1946 an das nationale Laboratorium für Luftfahrt und im darauffolgenden Jahr mit einer Gruppe nach England, um die während des Zweiten Weltkrieges entwickelte Technik zu studieren.
Die neue Idee des maschinellen Rechnens zog van Wijngaarden an. Am 1. Januar 1947 wurde er Leiter der Computer-Abteilung am neu gegründeten Mathematisch Centrum (MC) in Amsterdam. Auf weiteren Reisen nach England und in die USA sammelte er Ideen für den Bau des ersten holländischen Computers, der ARRA I (Automatische Relais Rekenmachine Amsterdam) – eine elektromechanische Konstruktion, die 1952 zum ersten Mal vorgestellt wurde. Im gleichen Jahr stellte van Wijngaarden Edsger W. Dijkstra als Mitarbeiter ein, und sie arbeiteten an Software für die ARRA I.
Während eines Besuchs in Edinburgh 1958 wurde van Wijngaardens Frau bei einem Autounfall getötet und er selbst schwer verletzt. Nachdem er sich erholt hatte, konzentrierte er sich mehr auf die Erforschung von Programmiersprachen und beteiligte sich am Entwurf von ALGOL. Für ALGOL 68 entwickelte er einen zweistufigen Typ von Grammatik, der als van-Wijngaarden-Grammatik bekannt wurde. 1961 wurde er Leiter des Mathematisch Centrum und blieb für die folgenden zwanzig Jahre auf dieser Position.
Aad, wie er genannt wurde, war auf mancherlei Weise ein Original. Man wusste von ihm, dass er 1945 eine plausible Doktorarbeit einfach deshalb abbrach, weil es ihr „an Schönheit mangelte“. Als persönliche Signatur verwendete er ein kleines @-Zeichen.
Durch seine Arbeit als Leiter des ALGOL-68-Komitees leistete van Wijngaarden einen profunden, wenngleich erst spät beachteten, Beitrag zum Gebiet des Entwurfs, der Definition und der Beschreibung von Programmiersprachen.
1958 war er Invited Speaker auf dem Internationalen Mathematikerkongress in Edinburgh (Summation of series).
Seit 1959 war er Mitglied der Königlich Niederländischen Akademie der Wissenschaften.